# Gouvernorat de Damas
Le gouvernorat de Damas est l'un des quatorze gouvernorats de Syrie ; il a pour capitale la ville de Damas. Il compte 1 711 000 habitants d'après une estimation de 2010.

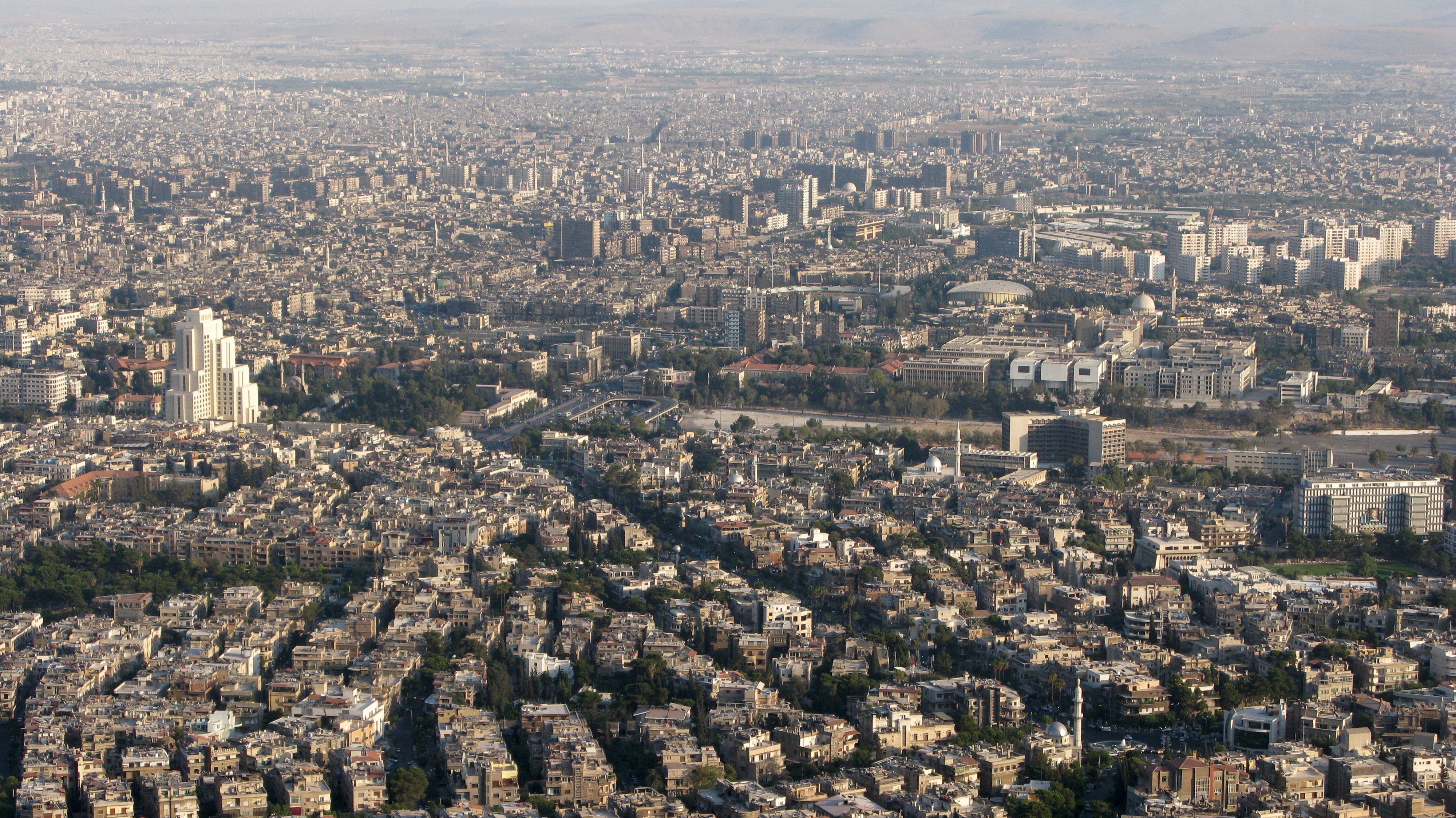